# Bolteniopsis pacificus
Bolteniopsis pacificus är en sjöpungsart som beskrevs av Monniot 1989. Bolteniopsis pacificus ingår i släktet Bolteniopsis och familjen lädermantlade sjöpungar. Inga underarter finns listade.